# Veaceslav Gojan
Veaceslav Gojan (n. 18 mai 1983, Grimăncăuți, raionul Briceni, RSS Moldovenească, URSS) este un pugilist din Republica Moldova, medaliat cu bronz la Jocurile Olimpice de vară din 2008 care au avut loc în Beijing.
Provine din comuna Grimăncăuți, raionul Briceni. Din 2002 activeaza in Ispectoratul General de Carabinieri Chisinau. Este antrenat de către Petru Caduc.
Veaceslav Gojan este Maestru Emerit al Sportului, a fost numit sportivul anului 2008 în Republica Moldova de către Ministerul Tineretului și Sportului. Din 2020 a fost numit Selecționer a Lotului de Tineret la box RM